# Associação Académica e Operária da Boa Vista
A Associação Académica e Operária (crioulo cabo-verdiano, ALUPEC: Akadémika) é um clube poliesportivo, fundado em 3 de julho de 1977 na cidade de Sal-Rei na ilha do Boa Vista de Cabo Verde. Há no clube departamentos que incluem futebol, basquete, vólei e atletismo.
O clube venceu o primeiro título insular em 1978, cinco anos mais tarde, venceu o título nacional em 1983.
A Académica e Operária possui 19 títulos. Entre eles um título regional de copa, supercopa e torneio de abertura.

## Estádio

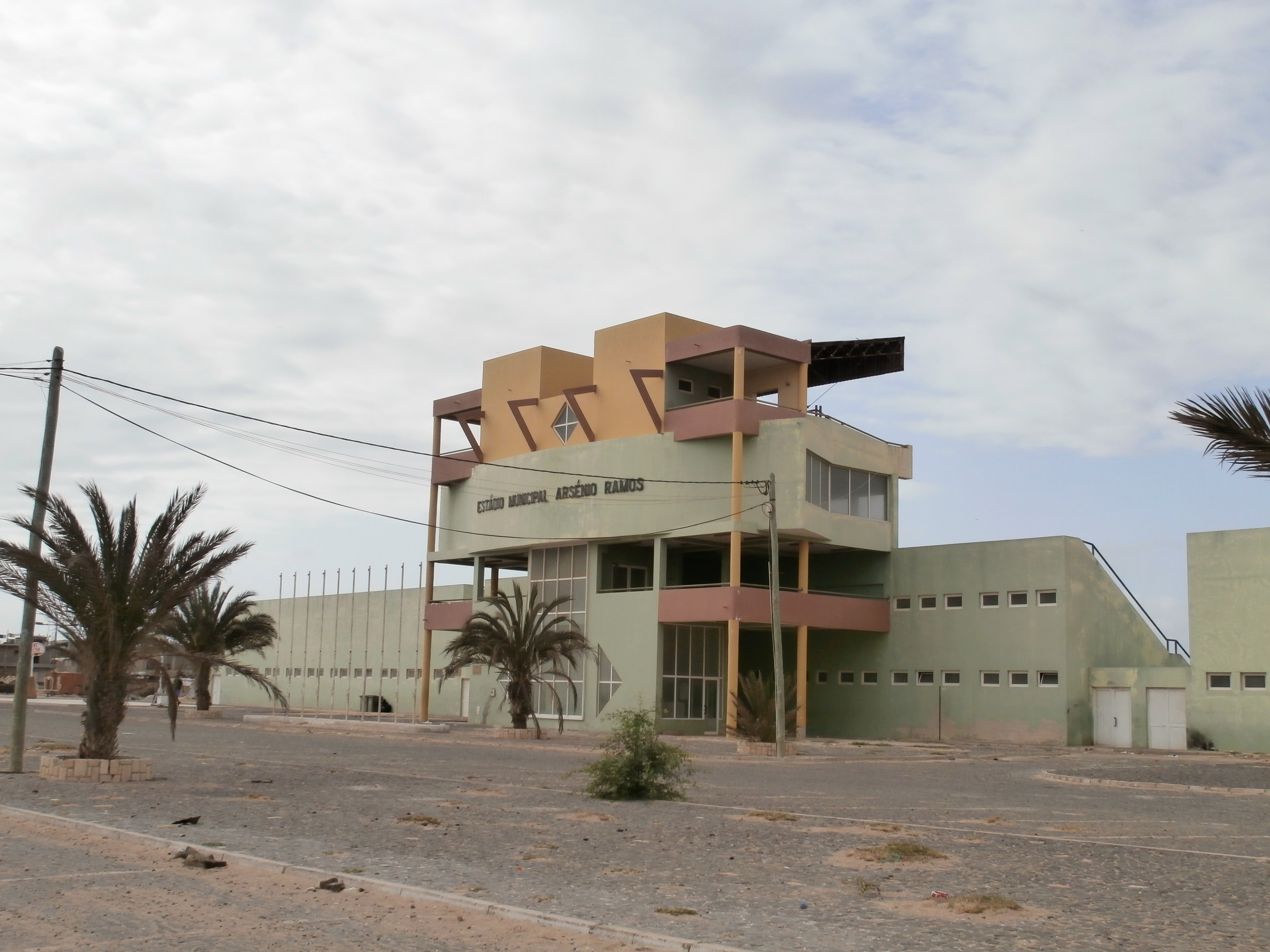
Estádio Arsénio Ramos, a casa do Académica e Operária

Os jogos da Académica são realizados no Estádio Municipal Arsénio Ramos, inaugurado em 9 de fevereiro de 2008. Todos os clubes da ARFBV jogam no estádio.

## Títulos
- Título nacional:
  - Campeonato Nacional de Cabo Verde: 1
  - 1982

- Títulos insular:
  - Liga Insular da Boa Vista: 15

- 1977, 1978, 1981, 1982, 1984, 1988, 1990, 1992, 1994, 1995, 1996, 2000, 2002, 2008, 2011, 2013, 2014
  - Taça da Boa Vista (Bubista): 1

- 2015
  - SuperTaça da Boa Vista (Bubista): 1

- 2014
  - Torneio de Abertura da Boa Vista: 1
- 2005

## Futebol

### Títulos
| Escalão | Nº Presenças | Títulos | Melhor Classificação |
| I       | 15           | 1       | Campeão              |
| II      | 35           | 15      | 1º                   |

### Classificações

#### Nacionais
| Temporada | Div | Pos | Pts | J | V | E | D | G.M. | G.S. | Diff. |
| 2003      | 1B  | 6   | 1   | 5 | 0 | 1 | 4 | 6    | 12   | -6    |
| 2009      | 1A  | 6   | 1   | 5 | 0 | 1 | 4 | 2    | 9    | -7    |
| 2012      | 1B  | 5   | 1   | 5 | 0 | 2 | 3 | 6    | 13   | -7    |
| 2014      | 1B  | 5   | 6   | 5 | 2 | 0 | 3 | 3    | 9    | -6    |
| 2015      | 1A  | 6   | 6   | 5 | 0 | 2 | 3 | 2    | 7    | -5    |

#### Regionais
| Temporada | Div | Pos | Pts    | J  | V  | E  | D | G.M. | G.S. | Diff. |
| 2000-01   | 2   | 1   | -      | -  | -  | -  | - | -    | -    | -     |
| 2008-09   | 2   | 1   | -      | -  | -  | -  | - | -    | -    | -     |
| 2011-12   | 2   | 1   | -      | -  | -  | -  | - | -    | -    | -     |
| 2013-14   | 2   | 1   | 34 pts | 14 | 11 | 1  | 2 | 34   | 11   | +23   |
| 2014-15   | 2   | 1   | 36 pts | 14 | 11 | 13 | 0 | 3    | 7    | 26    |
| 2015-16   | 2   | 2   | 29 pts | 14 | 9  | 2  | 3 | 23   | 18   | +5    |
| 2016-17   | 2   | 2   | 30 pts | 14 | 9  | 3  | 2 | 17   | 11   | +6    |

## Estatísticas
- Melhor posição: 1ª/2ª (regional)
- Melhor posição na taça: 1ª (regional)
- Melhor posição nas competições de copas/taças: 1ª (regional)
- Apresentadas nas taças regionais: 8
- Apresentadas nas Supertaças regionais: 4
- Melhores pontos totais na temporada:
  - Nacional: 9, em 2002
  - Regional: 36, em 2015
- Maior sequência de vitórias totais na temporada nacional: 13 (regional), em 2015

## Jogadores antigos
- Eli (em 2000)

## Treinadores
- Luís Manuel Semedo (em 2008)
- Valentim Gomes (Nhenga) (em 2016 e 2017)